# Es ist soweit
《Es ist soweit》는 독일 하드록 밴드 뵈제 옹켈츠의 정규7 집이다. 1990년 8월 1일에 ‘’Metal Enterprises’’에서 발매되었고, 발매 후 2주만에 3만장이 판매되었다.

## 제작배경
이 앨범에서는 헤비메탈적 요소를 전격적으로 수용하면서 발전된 모습을 볼 수 있다. 가사 또한 술과 폭력에 대한 즐거움에서 벗어나 더 본질적인 내용을 다루고 있다. 이 앨범은 Metal Enterprises에서 발매한 마지막 앨범이다. 옹켈츠는 Metal Enterprises 옥-오-라마와 같이 우파록성향에 가까워 지게 되어 분쟁을 겪으면서 레이블과 이별하였다. 앨범 녹음 직후 밴드의 친한 친구인 안드레아스 ‘트리미’ 트림보른이 살해당한다. 따라서 밴드는 이 앨범을 그에게 헌정하기로 하였다. 'Nichts ist für die Ewigkeit', '10 Jahre', 'Wilde Jungs'들은 팬들에게 많은 사랑을 받고있는 곡이며 밴드는 해체 전인 2005년까지 거의 모든 공연에서 연주했다. 추후 이 앨범에 대한 판권을 소송을 통해서 다시 얻게 되고, 추후 밴드가 설립한 레이블Regel23 Recordings에서 재발매한다.

## 수록곡
| #  | 곡목                              | 러닝타임 |
| -- | --------------------------------- | -------- |
| 1  | 10 Jahre                          | 4:13     |
| 2  | Nekrophil                         | 4:01     |
| 3  | Wilde Jungs                       | 4:10     |
| 4  | Nichts ist für die Ewigkeit       | 5:33     |
| 5  | Wenn du einsam bist               | 4:14     |
| 6  | Keine ist wie du                  | 3:13     |
| 7  | Hast du Sehnsucht nach der Nadel? | 3:48     |
| 8  | Paradies                          | 3:37     |
| 9  | Das Leben ist ein Spiel           | 4:01     |
| 10 | Es ist soweit                     | 4:46     |
| 11 | Leiden (CD-Bonus)                 | 3:58     |

## 수록곡에 대한 설명
10 Jahre
이 곡은 결성 10주년 기념으로 쓴 곡이다. 미디어에 대한 분노를 표현하기도 하였다. 트림보른이 코러스에 참여했다.
Nichts ist für die Ewigkeit
이 곡은 밴드의 과거에 대한 내용을 담고 있다.
„Glaubst du, dass ich Kinder töten kann?“(내가 아이들을 죽일 수 있다고 생각하느냐)와 „Glaubst du, ich bin nekrophil?“(내가 시체를 강간한다고 생각하느냐)와 같은 구절은 밴드가 이전에 발매한 앨범들과 관계가 있다. 
첫 번째는 데뷔작인 Der nette Mann, 두 번째 구절은 앨범 수록곡인 "Nekrophil"과 관련이 있다. 
Keine ist wie du
일전에 슈테판 바이드너 콘서트에서 이 곡은 첫 섹스와 첫 문신에 대한 것이라고 말했다. 나중에 그는 첫 문신에 대한 노래라고 고쳐 말했다.
Hast du Sehnsucht nach der Nadel?
이 곡은 보컬 케빈 러셀의 헤로인중독에 대한 노래이다.
가사는 슈테판 바이드너가 썼다.
보너스트랙인 Leiden도 유사한 내용이다. 
Es ist soweit
앨범의 제목인 이 곡은 사형선고를 받고 곧 형을 치르게 될 사람에 대해서 다루고 있다. 밴드는 이 곡에서 처음으로 바이올린을 도입했다.